# الاكتشاف (فلم)
الاكتشاف (بالإنجليزية: The Discovery) هو فيلم بريطاني أمريكي من إخراج مشارلي ماكدويل سنة 2017، وبطولة كل من جيسون سيغل، روني مارا، جيسي بليمنز، و آخرون.

## القصة
بعد فترة وجيزة من إثبات وجود الآخرة علميا، صاحب الاكتشاف (جيسون سيغيل) ابن (روبرت ريدفورد) يقع في حب امرأة (روني مارا)، مع ماض مأساوي يتجلى في انتحار الملايين على إثر هذا الاكتشاف.

## روابط خارجية
- مقالات تستعمل روابط فنية بلا صلة مع ويكي بيانات